# Drvenik Mali (ort)
Drvenik Mali (italienska: Zirona Piccola) är en ort på ön Drvenik Mali i Kroatien. Orten, den enda på ön med samma namn, har 87 invånare (2011) och tillhör administrativt staden Trogir i Split-Dalmatiens län.
Drvenik Mali är belägen väster om ön Drvenik Veli och sydväst om tätorten Trogir.

## Demografi
Av Drvenik Malis 87 invånare är 33 kvinnor och 54 män (2011).
| Befolkningsutveckling 1857–2011* Källa: Kroatiska statistiska centralbyrån | Befolkningsutveckling 1857–2011* Källa: Kroatiska statistiska centralbyrån | Befolkningsutveckling 1857–2011* Källa: Kroatiska statistiska centralbyrån | Befolkningsutveckling 1857–2011* Källa: Kroatiska statistiska centralbyrån | Befolkningsutveckling 1857–2011* Källa: Kroatiska statistiska centralbyrån | Befolkningsutveckling 1857–2011* Källa: Kroatiska statistiska centralbyrån | Befolkningsutveckling 1857–2011* Källa: Kroatiska statistiska centralbyrån | Befolkningsutveckling 1857–2011* Källa: Kroatiska statistiska centralbyrån | Befolkningsutveckling 1857–2011* Källa: Kroatiska statistiska centralbyrån | Befolkningsutveckling 1857–2011* Källa: Kroatiska statistiska centralbyrån | Befolkningsutveckling 1857–2011* Källa: Kroatiska statistiska centralbyrån | Befolkningsutveckling 1857–2011* Källa: Kroatiska statistiska centralbyrån | Befolkningsutveckling 1857–2011* Källa: Kroatiska statistiska centralbyrån | Befolkningsutveckling 1857–2011* Källa: Kroatiska statistiska centralbyrån | Befolkningsutveckling 1857–2011* Källa: Kroatiska statistiska centralbyrån | Befolkningsutveckling 1857–2011* Källa: Kroatiska statistiska centralbyrån |
| --- | -------------------------------------------------------------------------- | -------------------------------------------------------------------------- | -------------------------------------------------------------------------- | -------------------------------------------------------------------------- | -------------------------------------------------------------------------- | -------------------------------------------------------------------------- | -------------------------------------------------------------------------- | -------------------------------------------------------------------------- | -------------------------------------------------------------------------- | -------------------------------------------------------------------------- | -------------------------------------------------------------------------- | -------------------------------------------------------------------------- | -------------------------------------------------------------------------- | -------------------------------------------------------------------------- | -------------------------------------------------------------------------- |
| 1857 | 1869                                                                       | 1880                                                                       | 1890                                                                       | 1900                                                                       | 1910                                                                       | 1921                                                                       | 1931                                                                       | 1948                                                                       | 1953                                                                       | 1961                                                                       | 1971                                                                       | 1981                                                                       | 1991                                                                       | 2001                                                                       | 2011                                                                       |
| 133 | 0                                                                          | 195                                                                        | 220                                                                        | 270                                                                        | 302                                                                        | 0                                                                          | 294                                                                        | 287                                                                        | 307                                                                        | 281                                                                        | 202                                                                        | 111                                                                        | 56                                                                         | 54                                                                         | 87                                                                         |
| *Fram till år 1981 kallades orten Mali Drvenik. Åren 1869 och 1921 ingick orten administrativt i Drvenik Veliki och invånarantalet redovisas därför inte separat för dessa år. |                                                                            |                                                                            |                                                                            |                                                                            |                                                                            |                                                                            |                                                                            |                                                                            |                                                                            |                                                                            |                                                                            |                                                                            |                                                                            |                                                                            |                                                                            |